# Прокофьев, Владимир Павлович
Владимир Павлович Прокофьев (1921—1991) — советский военный авиационный штурман. Участник Великой Отечественной войны. Герой Советского Союза (1946). Гвардии полковник (1957).

## Биография
Владимир Павлович Прокофьев родился 21 июля 1921 года в губернском городе Петрограде РСФСР (ныне город федерального значения Санкт-Петербург Российской Федерации) в семье рабочего. Русский. Образование 10 классов. После окончания средней школы в сентябре 1939 года по направлению военкомата поступил во 2-е военно-авиационное училище лётнабов и штурманов в Чкалове. В декабре 1940 года Владимир Павлович начал военную службу стрелком-бомбардиром в 1-й резервной авиационной бригаде Орловского военного округа. В мае 1941 года сержант В. П. Прокофьев был переведён в Брянск на должность штурмана корабля 219-го дальнебомбардировочного авиационного полка 35-й дальнебомбардировочной авиационной дивизии 2-го гвардейского бомбардировочного авиационного корпуса дальнебомбардировочной авиации. С началом Великой Отечественной войны Владимир Павлович как один из наиболее перспективных молодых штурманов был направлен для обучения во 2-ю высшую школу штурманов ВВС Среднеазиатского военного округа, которую он окончил в 1942 году.
В боях с немецко-фашистскими захватчиками младший лейтенант В. П. Прокофьев с сентября 1942 года в должности штурмана корабля 3-го гвардейского авиационного полка дальнего действия 17-й авиационной дивизии дальнего действия. Воевал на дальнем бомбардировщике Ил-4. Всю войну прошёл в составе экипажа Я. А. Шашлова. Во второй половине 1942 года соединения 17-й авиационной дивизии дальнего действия оказывали содействие войскам Западного и Калининского фронтов при проведении Первой Ржевско-Сычёвской операции, операции «Марс» и Великолукской наступательной операции. В составе экипажа гвардии младший лейтенант В. П. Прокофьев участвовал в бомбардировках вражеских аэродромов Орша, Двоевка, Смоленск, Шаталово, Боровское, Коровье Село, бомбил эшелоны и транспортную инфраструктуру в крупных железнодорожных узлах Вязьма, Колодня, Новосокольники, Великие Луки, Невель и Витебск. Боевые вылеты совершались исключительно в ночное время, иногда в сложных метеоусловиях, но штурман корабля Прокофьев не имел ни одного случая потери ориентировки или невыхода на цель. Владимир Павлович в совершенстве овладел техникой самолётовождения по радионавигации, став одним из лучших в этой области специалистов в полку.
С января 1943 года 17-я авиационная дивизия дальнего действия вела боевую работу в интересах Донского и Юго-Западного фронтов. В составе своего экипажа гвардии младший лейтенант В. П. Прокофьев совершил 6 боевых вылетов на бомбардировку позиций окружённой в Сталинграде 6-й армии вермахта. Ещё пять раз Владимир Павлович участвовал в бомбовых ударах по железнодорожному узлу Ростов и Керченскому порту. 26 марта 1943 года 17-я авиадивизия дальнего действия была преобразована во 2-ю гвардейскую. С весны 1943 года авиация дальнего действия СССР активизирует деятельность по нанесению ударов по военно-промышленным объектам на территории Германии и её союзников. Штурман Прокофьев три раза выводил свой Ил-4 на цели в Кёнигсберге, Данциге и Тильзите. В мае 1943 года из состава 3-го гвардейского авиационного полка дальней авиации был сформирован 18-й гвардейский авиационный полк, в состав 2-й эскадрильи которого был включён и экипаж штурмана В. П. Прокофьева. В преддверии Курской битвы Владимир Павлович участвовал в налётах на вражеские аэродромы. В ходе развернувшегося летом 1943 года сражения на Курской дуге экипажи полка участвовали в нанесении бомбовых ударов по ближним и дальним резервам противника, а также бомбили воинские эшелоны в глубоком тылу немцев, затрудняя переброску войск противника в район сражения. К августу 1943 года Владимир Павлович был произведён в гвардии лейтенанты. В ходе Битвы за Днепр и во время боёв на витебском и оршанском направлениях штурман звена 2-й эскадрильи неоднократно водил группы бомбардировщиков на уничтожение скоплений немецких войск и их военной инфраструктуры. На экипаж Ил-4, штурманом которого являлся гвардии лейтенант Прокофьев, возлагалась задача нанесения первого бомбового удара по вражеским целям, с которой экипаж справлялся блестяще. Так, 3 октября 1943 года при налёте на железнодорожный узел Фастов гвардии лейтенант Прокофьев точно вывел Ил-4 на цель и с первого раза поразил её. В результате на станции было зафиксировано два мощных взрыва и сильный пожар. Остальные бомбардировщики нанесли удар уже по хорошо освещённой цели. Ночью 6 ноября 1943 года, выполняя боевое задание по бомбардировке железнодорожного узла Полоцк, группа, ведомая штурманом Прокофьевым, попала в сложные погодные условия, но Владимир Павлович сумел вывести группу на цель и точным попаданием создал ориентир для других экипажей.
Зимой — весной 1944 года дальняя авиация вела активную боевую работу по дальним целям. В этот период гвардии лейтенант В. П. Прокофьев произвёл 7 дальних боевых вылетов, в ходе которых были поражены вражеские объекты в Кёнигсберге, Тильзите и Хельсинки. Также Владимир Павлович бомбил аэродромы, железнодорожные узлы и мосты в Таллине, Нарве, Пскове. Всего к апрелю 1944 года он в составе своего экипажа совершил 150 ночных боевых вылетов. За образцовое выполнение боевых заданий, высокое мастерство и проявленные при этом отвагу и мужество Владимир Павлович был произведён в гвардии старшие лейтенанты и 3 апреля 1944 года командиром полка гвардии подполковником А. Я. Вавиловым был представлен к званию Героя Советского Союза. Однако командование 2-го гвардейского авиационного корпуса дальнего действия, в который входила 2-я гвардейская авиационная дивизия, ограничилось только орденом Ленина. В апреле 1944 года старший лейтенант В. П. Прокофьев был назначен на должность штурмана 2-й эскадрильи 18-го гвардейского авиационного полка дальнего действия. В этой должности Владимир Павлович участвовал в освобождении Крыма и Белоруссии, наносил бомбовые удары по целям на территории Германии, Румынии, Венгрии и Финляндии. Являясь штурманом эскадрильи, В. П. Прокофьев уделял большое внимание подготовке молодых штурманов. К концу 1944 года он подготовил к боевой работе 8 новых специалистов. Как наиболее опытный штурман в сентябре 1944 года Владимир Павлович был выдвинут на должность помощника штурмана полка и одновременно назначен инструктором по радионавигации.
В результате успешного наступления Красной Армии в летне-осенней кампании 1944 года протяжённость советско-германского фронта и глубина немецких тылов существенно сократились. В результате военно-промышленные цели на территории противника стали доступны фронтовой авиации, и дальняя авиация стала утрачивать своё значение. 6 декабря 1944 года Постановлением Государственного Комитета Обороны № 7082 из частей авиации дальнего действия началось формирование 18-й воздушной армии. Директивой Генерального штаба № Орг/10/315706 от 26 декабря 1944 года 18-й гвардейский авиационный полк дальнего действия был преобразован в 18-й гвардейский бомбардировочный авиационный полк в составе 2-й гвардейской бомбардировочной авиационной дивизии 2-го гвардейского бомбардировочного авиационного корпуса. На заключительном этапе войны В. П. Прокофьев участвовал в Висло-Одерской, Восточно-Прусской и Берлинской операциях. Всего к концу войны в качестве штурмана он совершил 202 боевых вылета (из них 201 — ночью), в том числе 13 вылетов — на бомбардировку дальних целей. 5 мая 1945 года гвардии капитан В. П. Прокофьев был вторично представлен к званию Героя Советского Союза. Указ Президиума Верховного Совета СССР был подписан 15 мая 1946 года.
После окончания Великой Отечественной войны В. П. Прокофьев продолжил службу в военно-воздушных силах СССР. В 1954 году Владимир Павлович окончил радиотехнический факультет Ленинградской военно-воздушной инженерной академии. В июне 1954 года подполковник В. П. Прокофьев был направлен для прохождения службы в Министерство среднего машиностроения СССР, где был назначен главным инженером сборочной бригады на объекте хранения ядерных боеприпасов. В 1957 году Владимиру Павловичу было присвоено звание полковника. С мая 1959 года В. П. Прокофьев служил в должности начальника сборочной бригады на объекте категории «С» 12-го Главного управления Министерства обороны СССР. С декабря 1961 года полковник В. П. Прокофьев в запасе. Жил в городе Ленинграде. До выхода на пенсию работал инженером по технике безопасности в Государственном союзном научно-исследовательском институте № 619. 11 ноября 1991 года Владимир Павлович скончался. Похоронен на Волковском кладбище города Санкт-Петербурга.

## Награды
- Медаль «Золотая Звезда» (15.05.1946);
- два ордена Ленина (19.08.1944; 15.05.1946);
- орден Красного Знамени (21.07.1943);
- орден Отечественной войны 1-й степени (11.03.1985);
- два ордена Красной Звезды (07.03.1943; 1954);
- медали, в том числе:
  - медаль «За оборону Ленинграда»;
  - медаль «За оборону Сталинграда».

## Документы
- Общедоступный электронный банк документов «Подвиг Народа в Великой Отечественной войне 1941—1945 гг.» Дата обращения: 22 апреля 2013. Архивировано из оригинала 13 марта 2012 года.

Представление к званию Героя Советского Союза. Дата обращения: 22 апреля 2013. Архивировано 30 апреля 2013 года.
Орден Ленина (наградной лист и указ ПВС СССР о награждении). Дата обращения: 22 апреля 2013. Архивировано 30 апреля 2013 года.
Орден Красного Знамени (наградной лист и приказ о награждении). Дата обращения: 22 апреля 2013. Архивировано 30 апреля 2013 года.
Орден Отечественной войны 1-й степени (информация из карточки награждённого к 40-летию Победы). Дата обращения: 22 апреля 2013. Архивировано 30 апреля 2013 года.
Орден Красной Звезды (наградной лист и приказ о награждении от 07.03.1943). Дата обращения: 22 апреля 2013. Архивировано 30 апреля 2013 года.